# جان آلتون (نقاش)
جان آلتون (انگلیسی: John Altoon; ۵ نوامبر ۱۹۲۵ – ۸ فوریهٔ ۱۹۶۹) نقاش اکسپرسیونیسم انتزاعی ارمنی‌تبار اهل ایالات متحده آمریکا بود.
وی در سن ۴۳ سالگی بر اثر حمله قلبی درگذشت.